# Bailliage de Rothenburg
? – v. 1300
Entités suivantes :
- Bailliage de Rothenburg

v. 1300 – 1798
Entités précédentes :
- Seigneurie de Rothenburg

La seigneurie de Rothenburg est une seigneurie située dans l'actuel canton de Lucerne. Elle devient ensuite le bailliage de Rothenburg vers 1300, d'abord propriété des Habsbourg, puis du canton de Lucerne.

## Histoire

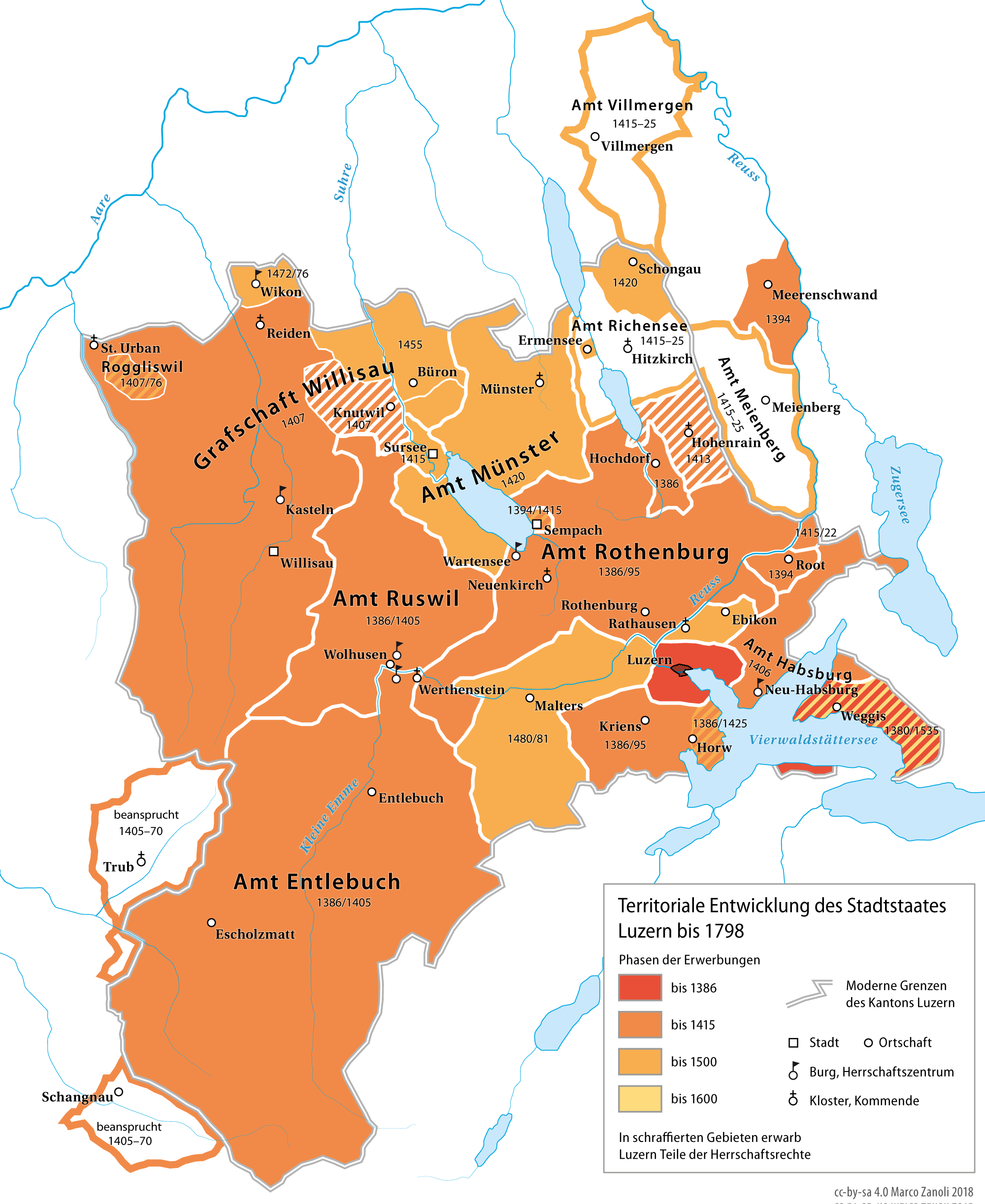
Carte des bailliages lucernois.

Malters fait partie du bailliage de sa création jusqu'en 1333, date à laquelle ce territoire devient un bailliage distinct.